# Amaral Netto
Fidélis dos Santos Amaral Netto (Niterói, 28 de maio de 1921 — Rio de Janeiro, 17 de outubro de 1995) foi um jornalista e político brasileiro. 

## Jornalismo e política
Filho de Luciano Amaral e Heroína Sobral Amaral. Após estudar em Niterói e Petrópolis ingressou no Colégio Pedro II e a seguir foi um dos alunos fundadores da Escola de Marinha Mercante e ao desembarcar no Rio de Janeiro trabalhou no protocolo do Instituto Vital Brazil.
Iniciou a carreira jornalística no Correio da Noite e em 1949 fundou a Tribuna da Imprensa ao lado de Carlos Lacerda com quem combateu os governos de Getúlio Vargas e Juscelino Kubitschek. Eleito deputado estadual pela UDN da Guanabara em 1960 e deputado federal em 1962, foi para o MDB tão logo o Regime militar de 1964 baixou o Ato Institucional Número Dois que instituiu o bipartidarismo. Reeleito em 1966, migrou para a ARENA no ano seguinte sendo reeleito em 1970 e 1974 passou a representar o estado do Rio de Janeiro a partir de 15 de março de 1975. Data deste período o programa Amaral Netto, o Repórter, na Rede Globo, em que fez diversas reportagens nas regiões brasileiras, destacando obras do governo militar.
Derrotado ao buscar um novo mandato em 1978, ingressou no PDS e foi reeleito em 1982, 1986 e 1990. Candidatou-se a prefeito do Rio de Janeiro pelo PDS nas eleições de 1992, mas foi derrotado.
Conquistou seu oitavo mandato pelo PPR em 1994, mas em razão de um acidente automobilístico licenciou-se do mandato e ao falecer estava filiado ao PPB. Sua vaga foi ocupada pelo cantor Agnaldo Timóteo.
Teve como principal bandeira em sua carreira política a defesa pela adoção da pena de morte no país. 